# SC-ESV Parndorf 1919
SC-ESV Parndorf is een Oostenrijkse voetbalclub uit Parndorf, in de deelstaat Burgenland. De club werd in 1919 opgericht en speelt in de Regionalliga Ost.

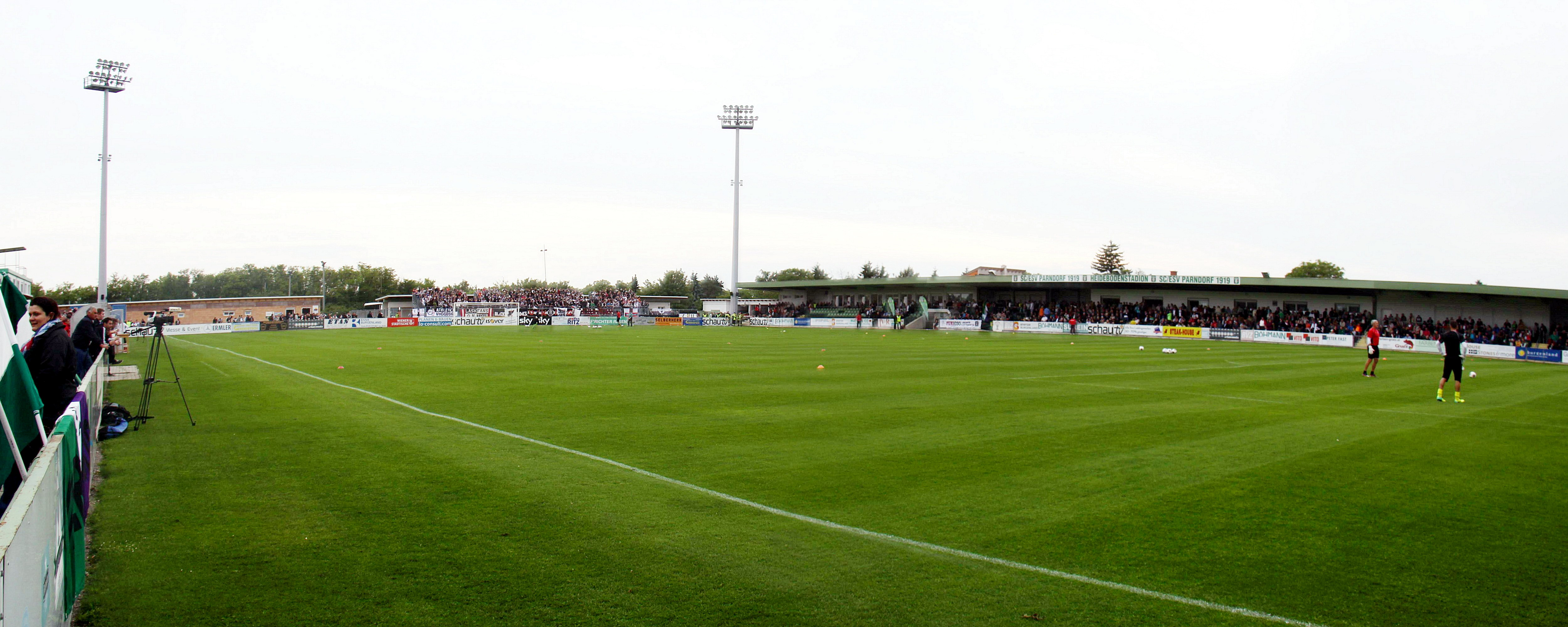
Het kleine Heidebodenstadion van de roodhemden

## Geschiedenis
Op 29 april 1988 werd besloten dat de clubs SC Parndorf (opgericht in 1919) en ESV Parndorf zouden fuseren. Na twee seizoenen in de Landesliga (vierde klasse) degradeerde de club. De terugkeer kwam er in 1993. In de volgende tien jaar speelde de club steeds mee om de promotie naar de Regionalliga en slaagde daar uiteindelijk in 2002/03 in.
In het eerste seizoen Regionalliga werd de club meteen kampioen met zeven punten voorsprong maar de automatische promotie naar de Erste Liga was er toen nog niet en de club moest en eindronde spelen om te promoveren en verloor daarin. Het volgend seizoen werd de club vicekampioen achter de Austria Wien Amateure. In 2005/06 streed de club samen met SKN St. Pölten en First Vienna om de titel en won deze uiteindelijk. Doordat de tweede klasse werd uitgebreid naar twaalf clubs moest de club niet meer aan de eindronde deelnemen en promoveerde automatisch. In 2008 degradeerde Parndorf. 
Na drie keer in de barragewedstrijden te zijn beland om promotie, lukte het de club in 2013 om de promotie te vieren naar de tweede klasse. Parndorf, de kampioen van de Regionalliga Ost, won in twee duels van Blau-Weiß Linz en promoveert daarom voor het eerst sinds 2008 weer terug naar de Erste Liga. Het streed het hele seizoen tegen degradatie, uiteindelijk eindigden de roodhemden op een negende plaats, wat opnieuw barrage zou betekenen voor de club uit het uiterste oosten van Oostenrijk. Daarin speelde men tegen LASK Linz om een plaats in de Erste Liga. Thuis verloor men met 0-1, terwijl Parndorf in Linz niet verder dan 1-1 kwam. Deze twee uitslagen bezegelden de degradatie van Parndorf. Tot op heden is het de ploeg niet gelukt om terug te keren op het tweede niveau. Integendeel zelfs want in het jubileumjaar 2019 degradeerde Parndorf naar de Burgenlandliga (IV).

## Eindklasseringen (grafisch) vanaf 2000
- 2000 2e
Landesliga
- 2001 2e
Landesliga
- 2002 3e
Landesliga
- 2003 1e
Landesliga
- 2004 1e
Regionalliga
- 2005 2e
Regionalliga
- 2006 1e
Regionalliga
- 2007 9e
2. Liga
- 2008 11e
2. Liga
- 2009 3e
Regionalliga
- 2010 3e
Regionalliga
- 2011 1e
Regionalliga
- 2012 4e
Regionalliga
- 2013 1e
Regionalliga
- 2014 9e
2. Liga
- 2015 2e
Regionalliga
- 2016 7e
Regionalliga
- 2017 9e
Regionalliga
- 2018 13e
Regionalliga
- 2019 12e
Regionalliga
- 2020 7e
Landesliga
- 2021
Landesliga

- 2. Liga
- Regionalliga
- Landesliga

De 2. Liga stond tot en met 2018 als Erste Liga bekend. 